# جون أوكونور (سياسي كندي)
جون أوكونور هو قاضي وسياسي كندي، ولد في 1824 في بوسطن في الولايات المتحدة، وتوفي في 3 نوفمبر 1887 في كوبورغ في كندا. حزبياً، نشط في حزب كندا المحافظ. وقد انتخب عضو مجلس العموم الكندي.